# Río Tefé
El río Tefé es un río amazónico brasileño, un afluente por la margen derecha del río Solimoes, que baña el estado de Amazonas. Tiene una longitud de unos 450 km.

## Geografía
El río Tefé es un río de aguas claras, que nace al sur de la localidad de Carauari, en el valle del río Juruá. Discurre en dirección noreste, en un curso paralelo al del Juruá, al oeste, y el del río Coari, al este. Justo antes de la desembocadura atraviesa el lago Tefé, con 145 km² y 27 km de longitud y unos 8 km de ancho. Desagua en el río Solimoes a través de una amplia marisma. Sus principales afluentes son los ríos Repartimento, Tapauá (no confundir con el afluente del río Purus), Curimata do Baixo y Bauana.
El río discurre por una zona casi despoblada, bañando en su curso medio la localidad de Boa Vista y desembocando en el río Solimões en la ciudad de Tefé (64.703 hab. en 2008).